# Beurs van Moskou
De beurs van Moskou (Russisch: Московская Биржа, Moskovskaja Birzja) is het grootste handelsplatform in Rusland. De beurs onderhoudt markten in aandelen, obligaties, derivaten, buitenlandse valuta, geldmarktproducten en commodity's.

## Geschiedenis
De beurs van Moskou (Engels: Moscow Exchange) werd officieel op 19 december 2011 opgericht. Ze was het resultaat van een fusie van twee beurzen gevestigd in Moskou, de Moscow Interbank Currency Exchange (MICEX) en Rossiejskaja Torgovaja Sistema (RTS). Deze twee beurzen werden opgericht na het wegvallen van het communistische regime in achtereenvolgens 1992 en 1995. De officiële nieuwe naam van de combinatie is OJSC Moscow Exchange MICEX-RTS maar wordt afgekort tot Moscow Exchange (MOEX).
Op 24 februari 2022 sloot de beurs voor onbepaalde tijd de deuren nadat de aandelenkoersen als gevolg van de Russische inval in Oekraïne sterk waren gedaald. Precies een maand later werd de handel gedeeltelijk weer hervat.

## Activiteiten
De beurs onderhoudt markten in aandelen, obligaties, derivaten, buitenlandse valuta, geldmarktproducten en commodity's. Veruit het hoogste handelsvolumen worden behaald met vreemde valuta en geldmarktproducten. Van de totale inkomsten is zo'n 70% gerelateerd aan de transacties en de resterende 30% wordt behaald met clearing- en settlementdiensten en overige diensten, waaronder IT.

## Beursgang
Het beursbedrijf kreeg zelf op 15 februari 2013 een beursnotering. Tegelijkertijd werd voor 15 miljard Russische roebel, ongeveer US$ 500 miljoen, aan nieuwe aandelen geplaatst. Op de eerste handelsdag had het beursbedrijf een waarde van US$ 4,2 miljard.
Per ultimo 2019 waren de belangrijkste aandeelhouders in het bedrijf de Centrale Bank van Rusland (11,8%), Sberbank (10,0%), Vneshekonbank (8,4%) en de Europese Bank voor Wederopbouw en Ontwikkeling (EBRD) (6,1%). De free float was 62,8%.